# Crotonia pulchra
Crotonia pulchra är en kvalsterart som först beskrevs av Beck 1962.  Crotonia pulchra ingår i släktet Crotonia och familjen Crotoniidae. Inga underarter finns listade i Catalogue of Life.